# Bin Weng
Bin Weng (* 1983 in der Volksrepublik China) ist ein professioneller US-amerikanischer Pokerspieler. Er ist zweifacher Titelträger der World Poker Tour und steht seit dem 19. Juli 2023 an der Spitze der Pokerweltrangliste, die er bislang für 30 Wochen anführte. Im Jahr 2023 wurde er vom Global Poker Index, der World Poker Tour und dem Card Player Magazine jeweils als Spieler des Jahres ausgezeichnet.

## Persönliches
Weng stammt aus der Volksrepublik China und wuchs mit einem jüngeren Bruder auf. Vor seiner Karriere als Profispieler besaß er ein Restaurant auf Long Island. Er ist verheiratet, Vater eines Sohnes und lebt in Philadelphia.

## Pokerkarriere
Weng spielt seit Ende der 2000er-Jahre Poker. Er verdiente sein Geld zunächst mit Cash Games und wechselte 2017 zum Turnierpoker. Als Vorbilder gibt er Anthony Zinno und Daniel Negreanu an.
Seine erste Geldplatzierung bei einem Live-Turnier erzielte Weng Ende November 2015 in Bensalem. Dort und in Atlantic City gewann er bis 2021 fast alle seiner Preisgelder. Anfang Juni 2019 war der Amerikaner erstmals bei der World Series of Poker (WSOP) im Rio All-Suite Hotel and Casino in Paradise am Las Vegas Strip erfolgreich und kam bei einem Turnier der Variante No Limit Hold’em in die Geldränge. Beim Main Event der World Poker Tour (WPT) im Seminole Hard Rock Hotel & Casino in Hollywood, Florida, wurde Weng Anfang Dezember 2019 Neunter und erhielt mehr als 50.000 US-Dollar. Ende Januar 2020 erreichte er beim WPT-Main-Event in Atlantic City den Finaltisch und belegte den mit knapp 200.000 US-Dollar dotierten fünften Platz. Anfang August 2021 gewann der Amerikaner im Seminole Hard Rock Hotel & Casino in Hollywood sein erstes Live-Turnier und sicherte sich aufgrund eines Deals rund 100.000 US-Dollar. Bei der WSOP 2021 erreichte er zwei Finaltische. Bei einem Six Max erhielt er als Fünfter mehr als 110.000 US-Dollar, beim 50.000 US-Dollar teuren High Roller sicherte er sich über 200.000 US-Dollar für den sechsten Rang. Im Januar 2022 beendete Weng ein Deepstack-Event der Lucky Hearts Poker Open in Hollywood auf dem mit knapp 120.000 US-Dollar dotierten zweiten Platz. Im Wynn Las Vegas gewann er im März 2022 ein High Roller der PokerGO Tour mit einem Hauptpreis von rund 190.000 US-Dollar. Im Januar 2023 entschied der Amerikaner in Atlantic City ein Turnier mit einem Teilnehmerfeld von über 1100 Spielern für sich und erhielt aufgrund eines Deals mit dem Zweitplatzierten eine Million US-Dollar. Im Horseshoe Las Vegas siegte er im Februar 2023 auch beim Main Event des WSOP-Circuits und wurde mit knapp 230.000 US-Dollar ausbezahlt. Im Mai 2023 erreichte Weng zunächst in Hollywood und sechs Tage später auch in Durant, Oklahoma, als Chipleader den Finaltisch des WPT-Main-Events, der jeweils Ende des Monats im Luxor Hotel and Casino am Las Vegas Strip ausgespielt wurde. Dort setzte er sich beim ersten Turnier durch und erhielt den Titel sowie ein Preisgeld von über 1,1 Millionen US-Dollar; einen Tag später wurde er Vierter und sicherte sich 143.000 US-Dollar. Daraufhin setzte sich der Amerikaner zum 31. Mai 2023 aufgrund seiner in den letzten drei Jahren erzielten Turnierresultate erstmals an die Spitze der Pokerweltrangliste, die er anschließend für 4 Wochen in Serie anführte. Anfang Juli 2023 war er erneut für eine Woche auf Platz 1 gelistet. Mitte Juli 2023 entschied Weng das Main Event der WPT EveryOne for One Drop im Wynn Las Vegas für sich und wurde mit seinem zweiten WPT-Titel sowie seiner bislang höchsten Auszahlung von über 2,2 Millionen US-Dollar prämiert. Daraufhin sprang er wieder an die Spitze der Pokerweltrangliste. Mitte Dezember 2023 gewann der Amerikaner nach einem Deal mit Thomas Boivin das High Roller der WPT World Championship im Wynn und erhielt knapp 960.000 US-Dollar. Zum Jahresende wurde Weng vom Global Poker Index, der World Poker Tour und dem Card Player Magazine jeweils als Spieler des Jahres 2023 ausgezeichnet.
Insgesamt hat sich Weng mit Poker bei Live-Turnieren mehr als 8,5 Millionen US-Dollar erspielt.